# جين ليون
جين ليون (بالفرنسية: Jeanne Lion)‏ هي ممثلة فرنسية، ولدت في 17 أغسطس 1876 في باريس في فرنسا، وتوفي بنفس المكان في 24 ديسمبر 1956.

## وصلات خارجية
- جين ليون على موقع IMDb (الإنجليزية)
- جين ليون على موقع ألو سيني (الفرنسية)
- جين ليون على موقع كينوبويسك (الروسية)